# Епелборн
Епелборн (на немски: Eppelborn) е община в центъра на Саарланд в Германия със 17 024 жители (към 31 декември 2017).
Епелборн (по-рано Ипелбрун/ Ippelbrunn) е споменат за пръв път в документ през 1235 г. и става център на господството Епелборн.